# 卡洛·卡列里斯
卡洛·卡列里斯（義大利語：Carlo Caglieris，1951年7月2日—），意大利男子篮球运动员。他曾代表意大利获得1984年夏季奥运会篮球比赛男子第五名。他也参加了1975年地中海运动会，获得一枚铜牌。